# آق‌پینار، بایات
اکپینار، بایات (به لاتین: Akpınar, Bayat) یک منطقهٔ مسکونی در ترکیه است که در استان افیون قره‌حصار واقع شده‌است.